# DNA-sekventering
DNA-sekvensering eller den mere benyttede form DNA-sekventering er aflæsning af den genetiske kode i et bestemt stykke DNA. Med dette menes, at basernes sekvens
eller rækkefølge bestemmes. Nogle gange aflæser forskere blot en enkelt del af et bestemt gen, andre gange aflæser de hele organismens DNA, hele genomet. Det første bakteriegenom blev aflæst i 1955, det første virusgenom i 1976 og det første menneskegenom efter 10 års arbejde i 2001.
Tilsvarende tales om bestemmelsen af sekvensen af baserne i RNA som RNA-sekventering og af aminosyrerne i proteiner som aminosyre-sekventering.

## Sekventering af udvalgte DNA-sekvenser

### Dideoxysekventering
Den tidligste metode til DNA-sekventering kaldes også Sanger-sekventering efter opfinderen, den dobbelte nobelprismodtager Frederick Sanger. Metoden anvender dideoxynukleotidtrifosfater (forkortes ddNTP) til at bestemme sekvenser med en længde på op til ca. 1000 basepar (1000 bp). I forhold til deoxyribose, pentosen i DNA, mangler dideoxyribose en ekstra hydroxygruppe og har to færre hydroxygrupper end ribose. Uden frie hydroxygrupper kan dideoxyribosen ikke indgå i kondensationsreaktioner med fosfat ved det tredje carbonatom. Det betyder i praksis at syntesen af en ny DNA-streng stopper, så snart der bindes et ddNTP til den nydannede DNA-streng. 
Proceduren kan opdeles i tre trin: 
1. PCR for at opformere det stykke DNA man vil sekventere.
2. Endnu en PCR men med ddNTP tilsat.
3. Gelelektroforese

Det unikke ved metoden er trin 2. Der benyttes de samme ingredienser som ved en normal PCR: primers, en varmetolerant DNA polymerase og frie deoxynukleotidtrifosfater (dNTP). De anvendte primers binder til det undersøgte DNA og tjener som startpunkt for enzymet DNA polymerase, der syntetiserer en ny DNA-streng vha. de frie nukleotider. Ved en dideoxysekventering tilsætter man herudover en lille andel ddNTP. Resultatet af opformeringen er, at man får DNA-sekvenser af alle mulige baselængder, alt efter hvornår DNA polymerasen har anvendt et ddNTP i stedet for et dNTP og dermed stoppet den fortsatte syntese. 
Man anvender fire forskellige slags ddNTP, en for hver af de fire DNA-baser adenin (A), guanin (G), cytosin (C) og thymin (T). For at kunne skelne mellem dem, er de også bundet til hver deres fluorescerende farvestof. Når man kører gelelektroforesen, får man adskilt de nydannede DNA-strenge efter størrelse. Man kan så aflæse det sidst bundne nukleotid på hvert fragment (dideoxynukleotidet) og herfra bestemme rækkefølgen af den fulde sekvens, idet man opskriver baserækkefølgen for ddNTP på det længste fragment hen til ddNTP på det korteste. Førhen foregik bestemmelsen manuelt, men i dag kan særlige sekventeringsmaskiner udføre opgaven.

## Totalsekvensering
Siden bestemmelsen af det første genom med 3.569 basepar i 1976 er der sket en forbløffende teknologisk udvikling i bestemmelse af DNA-sekvenser, så man nu kan bestemme et komplet genom på milliarder af baser på få timer,
I dag er totalsekventering også et nyttigt arbejdsredskab for mikrobiologer, specielt i forbindelse med afsløringen af resistente bakterier. Det er nu muligt at få hele DNA-sekvensen for en bakterie i løbet ganske kort tid, se hvilke resistens-gener der er i bakteriens genom og dermed få fastlagt forekomsten eller udbredelsen af en resistent bakterie og mulighederne for en effektiv behandling af en infektion med antibiotika. Hel-genomsekventering gør det også muligt at spore de resistente bakteriers udveksling mellem mennesker og dyr.